# Antonio Parra
 (avril 2023).
Si vous disposez d'ouvrages ou d'articles de référence ou si vous connaissez des sites web de qualité traitant du thème abordé ici, merci de compléter l'article en donnant les références utiles à sa vérifiabilité et en les liant à la section « Notes et références ».
Pour les articles homonymes, voir Parra   (homonymie).
Antonio Parra est un naturaliste portugais, né le 25 juin 1739 au Portugal. La date de sa mort n'est pas connue.

## Biographie
Antonio Parra est envoyé à Cuba par le gouvernement espagnol, pour récolter des spécimens d’histoire naturelle pour le Muséum du Jardin botanique de Madrid. Il demeure 30 ans à Cuba et y a créé le premier cabinet de curiosités de l’île.
Il fait paraître en 1787 Descripción de diferentes piezas de Historia Natural, las más del ramo marítimo, representadas en setenta y cinco láminas. Cette œuvre, où il décrit diverses espèces marines, est très réputée et sera traduite en français dès l’année suivante.